# Paradrymonia longipetiolata
Paradrymonia longipetiolata är en tvåhjärtbladig växtart som först beskrevs av John Donnell Smith, och fick sitt nu gällande namn av Wiehler. Paradrymonia longipetiolata ingår i släktet Paradrymonia och familjen Gesneriaceae. Inga underarter finns listade i Catalogue of Life.